# Kārlis Daniševskis
Kārlis Jūlijs Daniševskis, Karl Daniszewski, ros. Карл Юлий Христианович Данишевский (ur. 3 maja?/15 maja 1884 w powiecie mitawskim guberni kurlandzkiej, zm. 8 stycznia 1938 w miejscu egzekucji Kommunarka pod Moskwą) − łotewski działacz komunistyczny, wicepremier rządu marionetkowego Łotewskiej SRR w 1919. Zastępca członka Komitetu Centralnego RKP(b) w latach 1919–1920.

## Życiorys
Pochodził z rodziny ziemiańskiej o korzeniach polskich. W działalność rewolucyjną zaangażował się w wieku 16 lat, wstępując do SDPRR (od 8 maja 1906 do 8 stycznia 1912 członek jej KC). W latach 1908–1910 studiował w Instytucie Handlowym w Moskwie, relegowany z uczelni. Do wybuchu I wojny światowej pracował w Sankt Petersburgu, Rydze, Moskwie, Warszawie oraz na Kaukazie.
W 1917 roku podjął pracę w łotewskiej gazecie lewicowej „Cīņa”, pisywał również do rosyjskojęzycznej „Okopnoj Prawdy”. Należał do ścisłych władz łotewskiej partii bolszewickiej, od stycznia do maja 1919 roku sprawował urząd wiceprzewodniczącego Rady Komisarzy Ludowych Łotewskiej Socjalistycznej Republiki Radzieckiej.
Od maja 1919 do września 1920 roku przewodniczący Wojskowego Trybunału Rewolucyjnego RFSRR – bardzo krwawego organu represji, stosującego głównie karę śmierci wobec żołnierzy i oficerów Armii Czerwonej. Od 23 marca 1919 do 29 marca 1920 zastępca członka Komitetu Centralnego RKP(b).
Od sierpnia 1920 do połowy września pierwszy przewodniczący delegacji sowieckiej na rokowania o rozejm i pokój z Polską w wojnie polsko-bolszewickiej, prowadzone od 17 sierpnia w Mińsku, zastąpiony jako szef delegacji przez Adolfa Joffe.
Po traktacie ryskim działał na terenie RFSRR i ZSRR, m.in. w syberyjskim biurze RKP(b), nadzorował lokalny przemysł drzewny i eksport drzewa z ZSRR, w latach 1932-37 był wicekomisarzem Ludowego Komisariatu Przemysłu Drzewnego.
Podczas wielkiej czystki aresztowany przez NKWD 16 lipca 1937. 8 stycznia 1938 skazany na karę śmierci przez Kolegium Wojskowe Sądu Najwyższego ZSRR  z zarzutu o udział w kontrrewolucyjnej organizacji terrorystycznej, stracony tego samego dnia w miejscu egzekucji Kommunarka pod Moskwą i tam pochowany anonimowo. Zrehabilitowany 18 lipca 1956 postanowieniem Kolegium Wojskowego SN ZSRR.